# 愛知県道281号大井豊浜線
愛知県道281号大井豊浜線（あいちけんどう281ごう おおいとよはません）は、愛知県知多郡南知多町大字大井と南知多町豊浜を結ぶ愛知県の一般県道である。

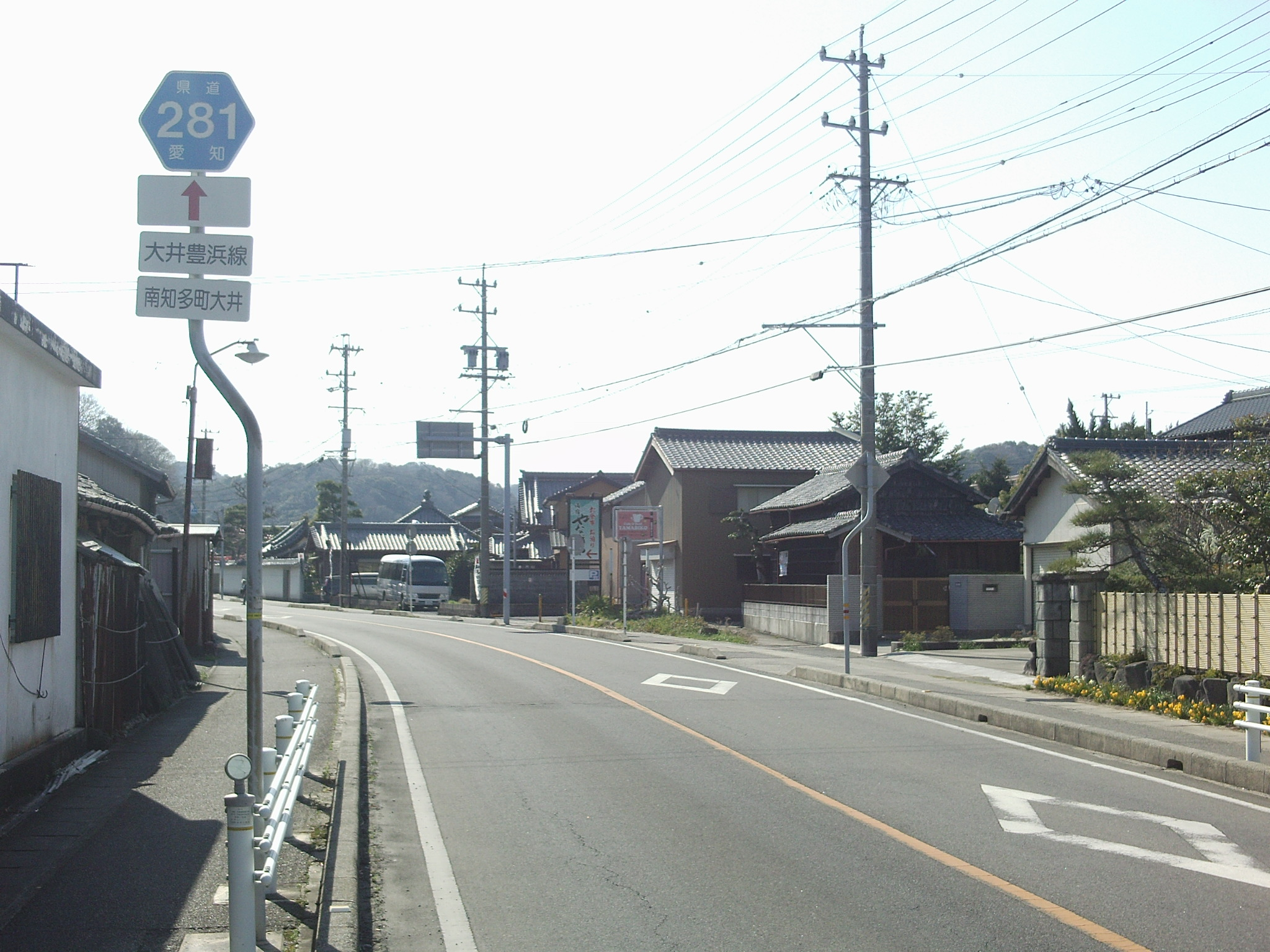
大井（起点）。緩やかに整備された道路。

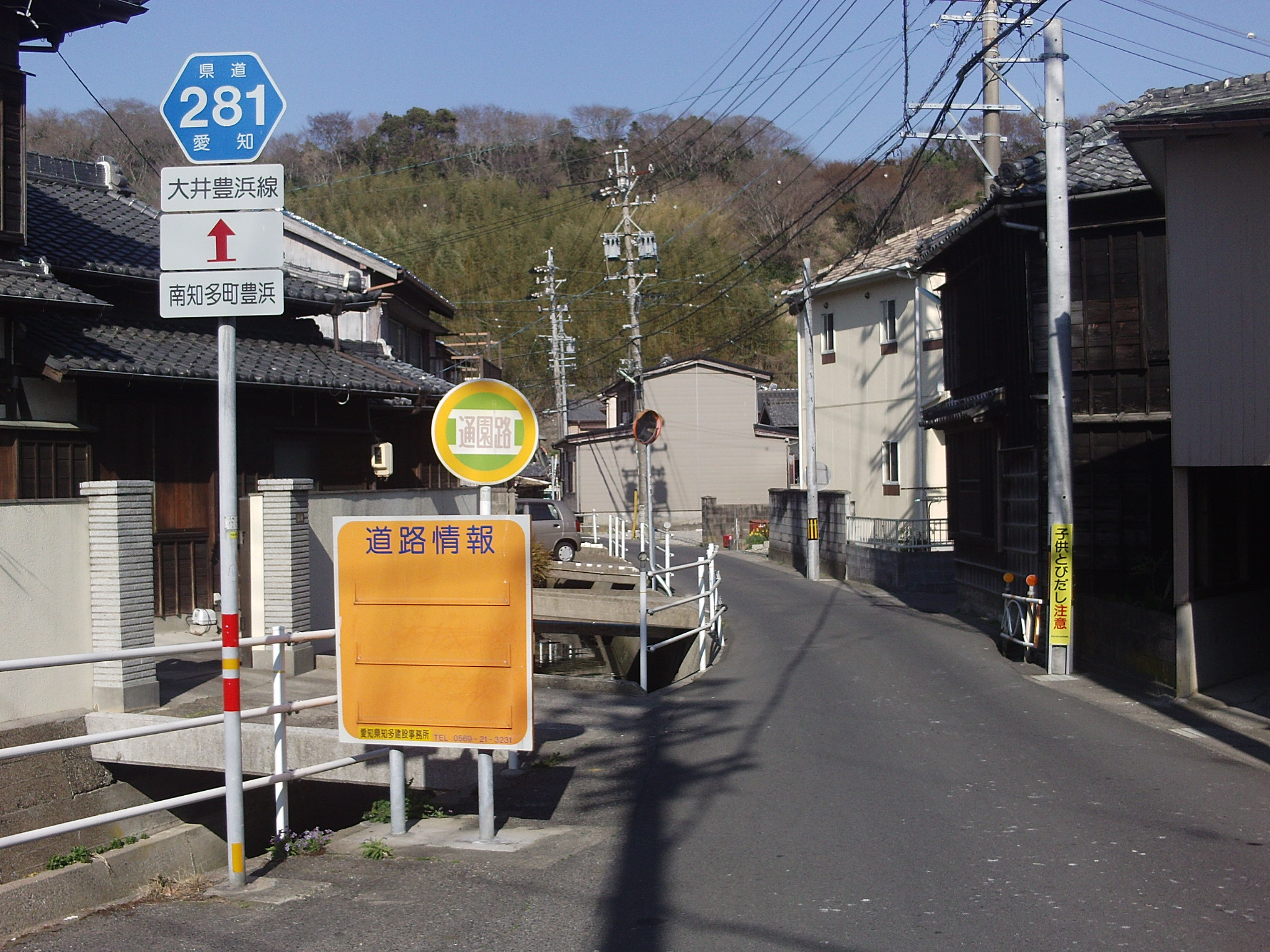
豊浜（終点）。ここから起点方向に北廻間交差点までは狭隘な区間（いわゆる険道）が多い。

## 概要
全区間が南知多町内に終始する。「北廻間」交差点より西（南）の区間は、道路幅が狭隘である。

### 路線データ
- 起点：愛知県知多郡南知多町大字大井（国道247号「大井漁港前」交差点）
- 終点：愛知県知多郡南知多町大字豊浜（国道247号「高浜」交差点の少し東側）

## 沿革
- 1959年12月15日：認定

## 交差している道路
- 国道247号（知多郡南知多町、「大井漁港前」交差点）
- 愛知県道7号半田南知多公園線（知多郡南知多町、「北廻間」交差点）
- 国道247号（知多郡南知多町）